# Kazuya Kamenashi
Kazuya Kamenashi (亀梨 和也 Kamenashi Kazuya?,  Edogawa, Tokio, Japón, 23 de febrero de 1986) es un cantante, actor, presentador de televisión y locutor de radio japonés. Se unió a la agencia de talentos Johnny & Associates en 1998 y actualmente es vocalista principal del grupo KAT-TUN desde 2001.

## Biografía
Kamenashi nació en Edogawa, Tokio, como el tercer hijo de la familia. Tiene dos hermanos mayores, Yūichirō y Kōji, y un hermano menor, Yūya. También tiene un sobrino del matrimonio de Yūichirō y una sobrina del matrimonio de Kōji. Inicialmente, Kamenashi no tenía ningún interés en el mundo del espectáculo antes de entrar en él; asistió a su audición en 1998 obligado por su familia, que habían enviado una solicitud en su nombre.
El nombre de Kazuya proviene de un personaje del manga Touch, escrito por Mitsuru Adachi, el cual también era fanático del béisbol.
Kamenashi representó en una ocasión a su país en la liga mundial junior de béisbol como parador en corto, tuvo que abandonar el deporte profesional por falta de tiempo libre después de haber sido aceptado en la agencia.

## Filmografía

### Televisión y cine
- Sham (2025)
- Destiny (2024)
- Ōoku (2024)
- Lumberjack the Monster (2023)
- Seigi no Tenbin Season 2 (2023)
- Shotai (2022)
- Seigi no Tenbin (2021)
- Red Eyes: Kanshi Sosahan (2021)
- Strawberry Night saga (2019)
- Final Cut (2018)
- Tegami: Heigo Kigashino (2018)
- Utsukushii hoshi es Kazuo Osugi (2017)
- Boku, unmei no hito desu es Makoto Masaki (NTV, 2017)
- P to JK es Kota Sagano (2017)
- Kaito Yamaneko es Yamaneko (NTV, 2016)
- Second Love es Taira Kei (TV Asahi, 2015)
- Joker Game es Jirō Katō (2015)
- Vancouver no Asahi es Roy Naganishi (2014)
- Tokyo Bandwagon - NTV 2013
- It's me It's me - Ore ore -  en cines en mayo de 2013
- Youkai Ningen Bemu Movie - en cines en diciembre de 2012)
- Youkai Ningen Bemu es Bem (NTV, 2011)
- 3 nen B-gumi Kinpachi-sensei Final SP (TBS, 2011)
- Yamato Nadeshiko Shichi Henge es Takano Kyohei (TBS, 2010)
- Gokusen, The Movie (2009)
- MR. BRAIN es Wakui Masakazu (TBS, 2009, ep3)
- Kami no Shizuku es Kanzaki Shizuku (NTV, 2009)
- 1 Pound no Fukuin es Hatanaka Kosaku (NTV, 2008)
- Tokkyu Tanaka 3 Go es Shibahara Toru (TBS, 2007, ep9)
- Tatta Hitotsu no Koi es Kanzaki Hiroto (NTV, 2006)
- Kuitan (NTV, 2006, SP, cameo)
- Yuuki es Yuuki (NTV, 2006)
- Sapuri es Ishida Yuya (Fuji TV, 2006)
- Nobuta wo produce es Kiritani Shuji (NTV, 2005)
- Kindaichi Shonen no Jikenbo (2005) es Kindaichi Hajime (NTV, 2005)
- Gokusen 2 es Odagiri Ryu (NTV, 2005)
- The worst date: Kyūketsuki nanka kowakunai (NTV, 2001, ep. 16)
- 3 nen B gumi Kinpachi sensei 5 es Fukagawa Akihiko (TBS, 1999)

### Teatro musical
- SHOCK (2002, 2003)
- Dream boy (2004)
- Hey! Say! Dream Boys (2005)
- Dream Boys (2006-2009, 2011-2012)

### Locutor de radio
- Ks by Ks (2008-2011)
- Hangout (2011 a la fecha)

### Conductor
- KAT-TUN Da!
- KAT-TUN x3
- Minna no Terebi
- Hadaka no Shounen
- Za Shounen Kurabu (The Shounen Club)
- Cartoon KAT-TUN

### Béisbol
- Going!Sports&News - (abril de 2010 a la fecha)
- Dramatic Game 1844 - (de abril de 2011 a la fecha)

### Publicidad
- Aoki 3D Slim Suit (2010-2011)
- Panasonic Doltz Toothbrush (2010)
- Panasonic 'Lamdash' Shaver (2010)
- NTT DoCoMo FOMA 902i (2005)
- SKY PerfecTV! (2005)
- Nintendo Gamecube Dance Dance Revolution Mario Mix (2005) Con Akanishi Jin
- Oronamin C (2005) Con Akanishi Jin y Ueto Aya
- Lotte Gum (Green Apple, Blue Citrus, Pink Berry)
- Crunky Chocolate

## Premios
- Navi Drama Awards: Mejor Actor por Yamato Nadeshiko Shichi Henge (2010)
- Nikkan Sports Drama Grand Prix: Mejor Actor por Yamato Nadeshiko Shichi Henge (2010)
- Nikkan Sports Drama Grand Prix: Mejor Actor por Kami no Shizuku (2009)
- Astar TV Drama Awards: Mejor nueva estrella asiática de 2007 en Japón (2007)
- Television Drama Academy Awards: Mejor Actor por Nobuta wo Produce (2005)
- Television Drama Academy Awards: Mejor actor de reparto por Gokusen 2 (2004)
- Nikkan Sports Drama Grand Prix: Mejor actor de reparto por Gokusen 2 (2004-05)
- En el 2010 recibió por quinta vez consecutiva el premio "The BEST JEANIST".
- MTV Latina Mllineali Awards for the WIN